# Hwang Jang-lee
Hwang Jang-lee (en coreano: 황정리; nacido el 21 de diciembre de 1944 en la prefectura de Aomori, Japón) es un artista marcial y actor surcoreano, conocido principalmente por sus papeles como villano en películas de artes marciales de Hong Kong durante las décadas de 1970 y 1980.

## Biografía
Aunque nació en Japón, Hwang es de ascendencia coreana. Comenzó su entrenamiento en taekwondo a los 14 años y alcanzó el séptimo dan a los 21. Sirvió como instructor de artes marciales para los ejércitos de Corea del Sur y Vietnam del Sur durante la guerra de Vietnam. En 2003, recibió el noveno dan en taekwondo, además de tener también el noveno dan en Tang Soo Do.

## Carrera cinematográfica
Hizo su debut cinematográfico en 1974 en producciones coreanas de bajo presupuesto. Fue descubierto por el productor hongkonés Ng See-yuen en 1976, quien le ofreció el papel de "Silver Fox" en la película The Secret Rivals. Este personaje se convirtió en uno de sus papeles más conocidos.
En 1978, alcanzó fama internacional como el villano "Thunderleg" en Drunken Master, junto a Jackie Chan. Ese mismo año, actuó en Snake in the Eagle's Shadow. En 1981, protagonizó y dirigió Hitman in the Hand of Buddha.
Durante los años 80 participó en numerosas películas de artes marciales, incluyendo Game of Death II (1981), Ninja in the Dragon's Den (1982) y No Retreat, No Surrender 2 (1987). En 1991 apareció en la película estadounidense Street Soldiers.

## Vida posterior
Tras su retiro del cine en los años 90, se dedicó a los negocios, incluyendo la gestión de un hotel y una empresa de seguridad en Seúl. En 2009, apareció brevemente en la serie coreana The Return of Iljimae. Actualmente sigue vinculado a la comunidad de artes marciales y colabora como asesor técnico de la World Tang Soo Do General Federation.

## Filmografía destacada
- The Secret Rivals (1976)
- Snake in the Eagle's Shadow (1978)
- Drunken Master (1978)
- Hitman in the Hand of Buddha (1981)
- Game of Death II (1981)
- Ninja in the Dragon's Den (1982)
- No Retreat, No Surrender 2 (1987)
- Street Soldiers (1991)